# Cercle de Kéniéba
Le cercle de Kéniéba est une collectivité territoriale malienne dans la région de Kayes.

## Histoire
En 1961, la loi N° 117 du 11 août 1961, instaure Kéniéba, comme le cinquième cercle de la région de Kayes. En 2023, la commune de Dialafara est soustraite du cercle et versée dans le cercle de Sadiola.

## Subdivisions
Avant 2023, il compte 12 communes : Baye, Dabia, Dialafara, Dombia, Faléa, Faraba, Guénégoré, Kassama, Kéniéba, Kouroukoto, Sagalo et Sitakili. En 2023, la commune de Dialafara est soustraite du cercle de Kéniéba et versée dans le cercle de Sadiola.

## Administration
Depuis en 2023, le cercle codé en 0104, compte 5 arrondissements, 11 communes et 181 VFQ : villages, fractions et quartiers. 
| Code   | Arrondissement                    |
| ------ | --------------------------------- |
| 010401 | Arrondissement central de Kéniéba |
| 010402 | Arrondissement de Dombia          |
| 010403 | Arrondissement de Faléa           |
| 010404 | Arrondissement de Faraba          |
| 010405 | Arrondissement de Kassama         |

| Code     | Commune    | Chef-lieu  | VFQ | Superficie (km2) |
| -------- | ---------- | ---------- | --- | ---------------- |
| 01040101 | Kéniéba    | Kéniéba    | 27  | 1144             |
| 01040102 | Dabia      | Dabia      | 13  | 537              |
| 01040103 | Guénégoré  | Guénégoré  | 8   | 295              |
| 01040104 | Sitakili   | Sitakili   | 14  | 761              |
| 01040201 | Dombia     | Dombia     | 5   | 128              |
| 01040202 | Baye       | Baye       | 17  | 1157             |
| 01040301 | Faléa      | Faléa      | 20  | 1706             |
| 01040401 | Faraba     | Faraba     | 13  | 1072             |
| 01040402 | Kouroukoto | Kouroukoto | 9   | 2444             |
| 01040403 | Sagalo     | Sagalo     | 18  | 1360             |
| 01040501 | Kassama    | Kassama    | 23  | 920              |